# Danh sách khoáng vật
Đây là danh sách các khoáng vật. Một số khoáng vật có nhiều tên gọi khác nhau được chú thích (nhóm khoáng vật).

## A
| - Actinolit - Acuminit - Adamit - Adamsit-(Y) - Adelit - Admontit - Aegirin - Aenigmatit - Aerinit - Aerugit - Aeschynit-(Ce) - Aeschynit-(Nd) - Aeschynit-(Y) - Afghanit - Afwillit - Agardit - Agrellit - Agrinierit - Aguilarit - Aheylit - Ahlfeldit - Aikinit - Ajoit - Akaganéit - Akatoreit - Akdalait - Åkermanit - Aksait - Alabandit - Alamosit |  | - Alarsit - Albit - Alforsit - Algodonit - Aliettit - Allanit - Alloclasit - Allophan - Almandin - Alstonit - Altait - Aluminit - Alunit - Alunogen - Amblygonit - Ameghinit - Amphibol (Nhóm khoáng vật) - Analcit - Anatas - Andalusit - Andesin - Andradit - Anglesit - Anhydride - Ankerit - Annabergit - Anorthit - Anorthoclas - Anthophyllit - Antigorit - Antimon |  | - Antitaenit - Antlerit - Apatit (Nhóm khoáng vật gốc phốtphorit) - Apophyllit - Aragonit - Archerit - Arctit - Arcubisit - Arfvedsonit - Argentit - Argutit - Armalcolit - Arsenic - Arsenopyrit - Arthurit - Artinit - Artroeit - Asisit - Astrophyllit - Atacamit - Atheneit - Aubertit - Augelit - Augit - Aurichalcit - Auricuprid - Aurostibit - Autunit - Axinit (nhóm khoáng vật) - Azurit |

Các dạng không được xếp
- Agat (một dạng của thạch anh)
- Alabaster (một dạng của thạch cao)
- Alexandrit (một dạng của chrysoberyl)
- Allingit (một dạng của hổ phách)
- Alum
- Amazonit (một dạng của microclin)
- Amber (hổ phách)
- Ametit (một dạng của thạch anh)
- Ammolit (hữu cơ; cũng được xem là đá quý)
- Amosit (một dạng của amphibol)
- Anyolit (đá biến chất - zoisit, hồng ngọc, và hornblend)
- Aquamarin (một dạng của beryl - ngọc lục bảo)
- Asbest (một dạng của amphibol)
- Avalit (một dạng của Illit)
- Aventurin (Một dạng của thạch anh)

## B
| - Babingtonit - Baddeleyit - Baotit - Barit (Baryt) - Barstowit - Barytocalcit - Bastnäsit (nhóm khoáng vật) - Bazzit - Benitoit - Bensonit - Bentorit - Berryit - Berthierit - Bertrandit - Beryl - Beryllonit - Biotit |  | - Birnessit - Bismit - Bismuth - Bismuthinit - Bixbyit - Blödit - Blossit - Boehmit - Boracit - Borax - Bornit - Botryogen - Boulangerit - Bournonit - Brammallit - Brassit - Braunit |  | - Brazilianit - Breithauptit - Brewsterit - Brianit - Briartit - Brochantit - Brookit - Bromargyrit - Bromellit - Bronzit - Brucit - Brushit - Buddingtonit - Buergerit - Bukovskyit - Bytownit - Bạc |

Các dạng không được xếp:
- Bauxit (quặng nhôm)
- Beckerit (nhựa tự nhiên)
- Bixbit (một dạng của beryl đỏ)

## C

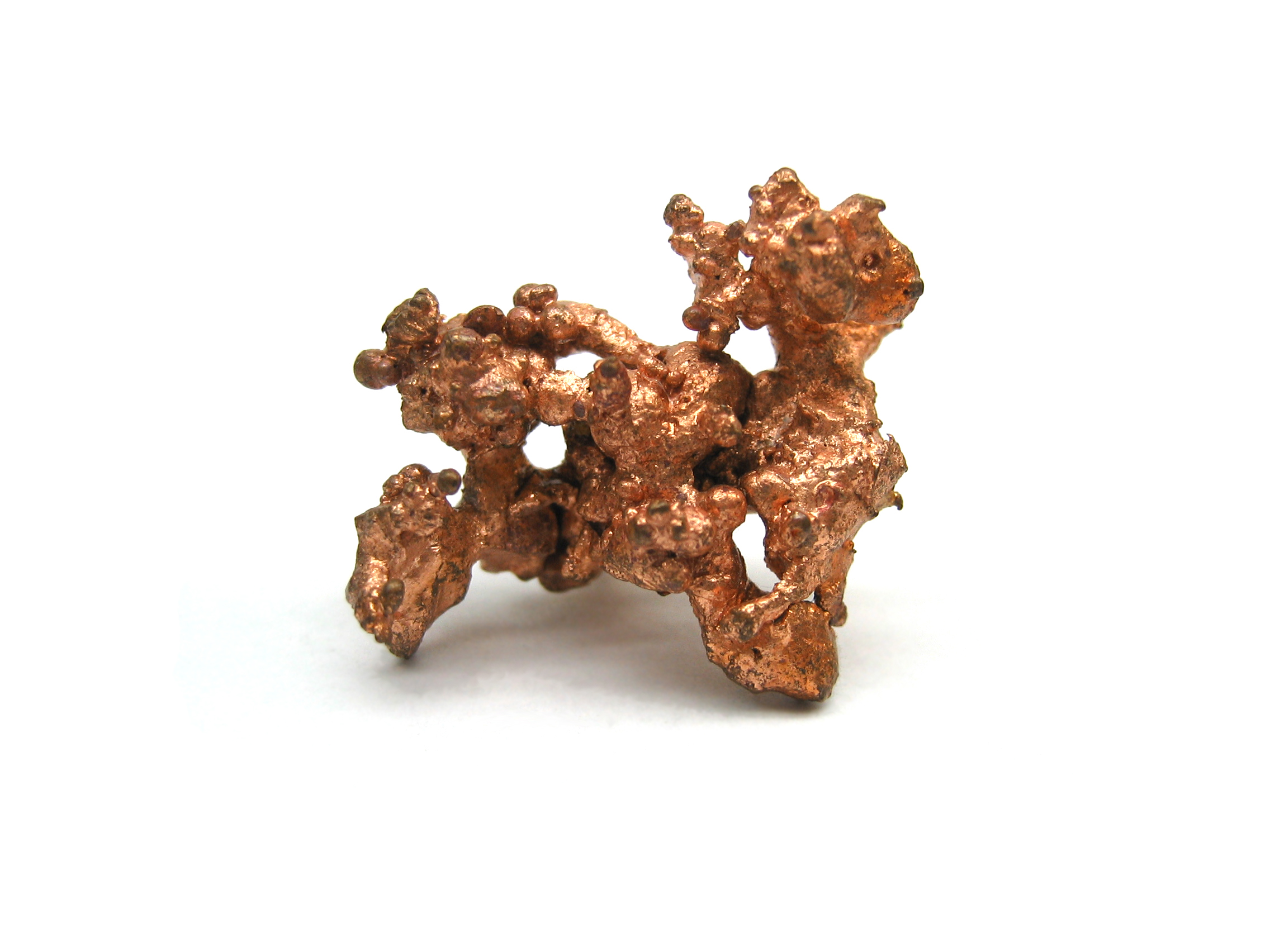
Đồng tự sinh

| - Cabriit - Cadmi - Cafetit - Calaverit - Calcit - Cancrinit - Calderit - Caledonit - Cancrinit - Canfieldit - Carnallit - Carnotit - Carobbiit - Carrollit - Cassiterit - Cavansit - Celadonit - Celestine - Celsian - Cementit - Cerit - Cerussit - Cesbronit - Ceylonit - Chabazit (nhóm khoáng vật có quan hệ gầm với nhóm zeolit) - Chalcanthit |  | - Chalcocit - Chalcopyrit - Challacolloit - Chaoit - Chapmanit - Charoit - Chì - Childrenit - Chlorargyrit - Chlorastrolit - Clorit (nhóm khoáng vật) - Cloritoid - Chondrodit - Crômit - Crôm - Crysoberyl - Crysocolla - Cinnabar - Clarkeit - Clinochrysotil - Clinoclas - Clinohedrit - Clinohumit - Clinoptilolit - Clinozoisit - Clintonit |  | - Cobaltit - Coesit - Coffinit - Colemanit - Coloradoit - Columbit (nhóm khoáng vật) - Combeite - Connellit - Cooperit - Copiapit - Corderoit - Cordierit - Corundum - Covellit - Creedit - Cristobalit - Crocoit - Cronstedtit - Crookesit - Crossit - Cryolit - Cumberlandit - Cummingtonit - Cuprit - Cyanotrichit - Cylindrit |

Các dạng không được xếp:
- Carnelian (một dạng của thạch anh)
- Canxedon (dạng ẩn tinh của thạch anh)
- Chrysolit (forsterit màu vàng xanh)
- Chrysopras (nicken lục chứa canxedon)
- Chrysotil (tên nhóm asbest serpentine)
- Citrin (thạch anh vàng)
- Cleveite
- Coltan (khoáng vật thuộc nhóm columbit)
- Crocidolit (asbest riebeckit)
- Cymophan (một dạng của chrysoberyl)

## D
- Danburit
- Datolit
- Davidit
- Dawsonit
- Delvauxit
- Descloizit
- Diadochit
- Diaspor
- Dickit
- Digenit
- Diopsid
- Dioptas
- Djurleit
- Dolomit
- Domeykit
- Dumortierit

Các dạng không được xếp:

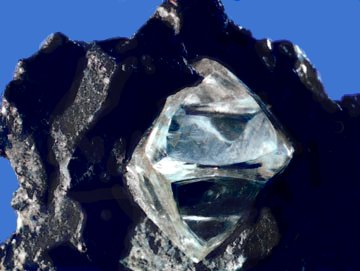
Hình tám mặt của tinh thể kim cương thô ở dạng tinh đám.

- Delessit (magnesian chamosit magnesi)
- Diatomit (tảo diatomit)

## Đ
- Đồng tự sinh

## E
| - Edingtonit - Ekanit - Elbait - Elsmoreit - Emery (khoáng vật) - Empressit - Enargit - Enstatit - Eosphorit - Epidot |  | - Epsomit - Erythrit - Esperit - Ettringit - Euchroit - Euclas - Eucryptit - Eudialyt - Euxenit |

## F
| - Fabianit - Fayalit (nhóm olivin) - Fenspat (nhóm khoáng vật) - Feldspathoid (nhóm khoáng vật) - Ferberit - Fergusonit - Feroxyhyt - Ferrierit (phụ nhóm của zeolit) - Ferrihydrit |  | - Ferro-anthophyllit - Ferrocolumbit - Ferrohortonolit (nhóm olivin) - Ferropericlas - Ferrotantalit - Fergusonit (nhóm khoáng vật) - Fichtelit - Fluorapatit (nhóm apatit) - Fluorcaphit - Fluorichterit (nhóm amphibol) |  | - Fluorit - Fluorspar (tương tự fluorit) - Fornacit - Forsterit (nhóm olivin) - Franckeit - Frankhawthorneit - Franklinit (nhóm spinel) - Freibergit - Freieslebeni - Fukuchilit |

Các loại không được xếp:
- Fassait một dạng của augit
- Ferricret trầm tích được gắn kết bở sắt oxide

## G
| - Gadolinit (nhóm khoáng vật) - Gahnit - Galacid - Galen - Granat (nhóm khoáng vật) - Garnierit - Gaylussit - Gehlenit - Geigerit - Geocronit |  | - Germanit - Gersdorffit - Gibbsit - Gismondin - Glauberit - Glaucochroit - Glaucodot - Glauconit - Glaucophan - Gmelinit |  | - Gơtit - Goslarit - Graftonit - Greenockit - Greigit - Grossular - Grunerit - Guanin - Gummit - Gunningit |

Các dạng không được xếp:
- Gedanit (nhưa hóa thạch)
- Glessit (nhựa tự nhiên)

## H

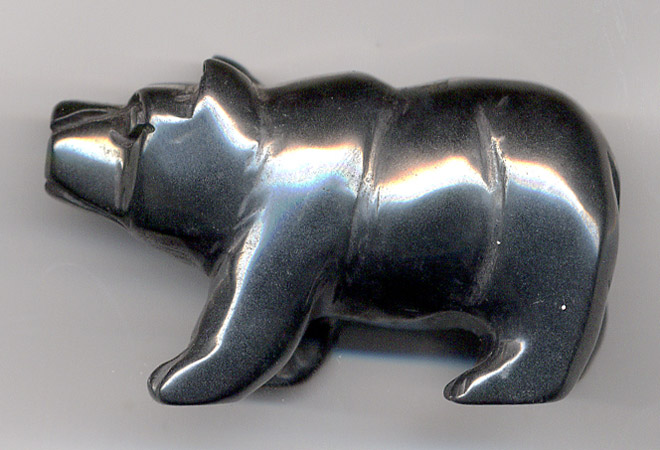
Khắc bằng hematit.

| - Haggertyit - Haidingerit - Halit - Halloysit - Halotrichit - Hanksit - Hapkeit - Hardystonit - Harmotom - Hauerit - Hausmannit - Hauyn - Hawleyit - Haxonit - Heazlewoodit |  | - Hectorit - Hedenbergit - Hellyerit - Hematit - Hemimorphit - Herbertsmithit - Herderit - Hessit - Hessonit - Heulandit - Hibonit - Hilgardit - Hisingerit - Holmquistit |  | - Homilit - Hopeit - Hồng ngọc (corundum đỏ) - Hornblend - Howlit - Hübnerit - Humit - Hutchinsonit - Hyalophan - Hydrogrossular - Hydromagnesit - Hydroxylapatit - Hydrozincit - Hypersthen |

Các dạng không được xếp:
- Heliodor (Beryl màu vàng lục)
- Heliotrop (Một dạng của canxedon)
- Hiddenit (một dạng của spodumen)
- Hyalit (một dạng của opan)

## I
- Idocras (tên gọi khác của vesuvianit)
- Idrialit
- Ikait
- Illit
- Ilmenit
- Ilvait
- Iodargyrit
- Istisuit
- Ivanukit

## J
- Jacobsit
- Jadarit
- Jadeit
- Jamesonit
- Jarosewichit
- Jarosit
- Jeffersonit
- Jerrygibbsit
- Juonniit
- Jurbanit

Các dạng không được xếp:
- Jad (khoáng vật màu lục hoặc là jadeit hoặc là maphibol nephrit)
- Jasper (một dạng của thạch anh)
- Jet (gỗ hóa thạch)

## K
| - Kaatialait - Kadyrelit - Kainit - Kalininit - Kalinit - Kalsilit - Kamacit - Kambaldait - Kankit - Kaolinit |  | - Kassit - Keilit - Kermesit - Kernit - Kerolit - Kieserit - Kim cương - Kinoit - Knebelit - Knorringit |  | - Kobellit - Kogarkoit - Kolbeckit - Kornerupin - Kratochvilit - Kremersit - Krennerit - Kukharenkoit-(Ce) - Kutnohorit - Kyanit |

- Kimberlite

Các dạng không được xếp:
- Keilhauit (một dạng của titan)
- Krantzit (nhựa tự nhiên)
- Kunzit (một dạng của spodumen)

## L
| - Labradorit - Lanarkit - Langbeinit - Lansfordit - Lanthanit - Laumontit - Laurit - Lawsonit - Lazulit - Lazurit - Leadhillit - Legrandit |  | - Lepidocrocit - Lepidolit - Leucit - Leucophanit - Leucoxen - Levyn - Lewisit - Libethenit - Linarit - Liroconit - Litharg - Lithiophilit |  | - Livingstonit - Lizardit - Lollingit - Lonsdaleit - Loparit-(Ce) - Lopezit - Lorandit - Lorenzenit - Ludwigit - Lưu huỳnh - Lyonsit |

Các dạng không được xếp:
- Lapis lazuli (đá chứa chủ yếu lazurit, canxít và pyrit)
- Larimar (pectolit xanh dương)
- Lechatelierit (thủy tinh thạch anh)
- Lignit (một loại than)
- Limonit -(mineraloid)
- Lodeston (tên gọi khác của magnetit)
- Lublinit một dạng canxít

## M
| - Mackinawit - Maghemit - Magnesit - Magnesioferrit - Magnetit - Majorit - Malachit - Malacolit - Magnesioferrit - Manganit - Manganocolumbit - Manganotantalit - Marcasit - Margaritasit - Margarit - Mascagnit - Massicot |  | - McKelveyit - Meionit - Melaconit - Melanit - Melilit - Melonit - Mendozit - Meneghinit - Mesolit - Metacinnabarit - Metatorbernit - Miargyrit - Mica (nhóm khoáng vật silicat) - Microclin - Microlit - Millerit - Mimetit |  | - Minium - Mirabilit - Mixit - Moganit - Mohit - Moissanit - Molybdenit - Monazit - Monohydrocalcit - Monticellit - Montmorillonit (khoáng vật sét) - Moolooit - Mordenit - Mottramit - Mullit - Murdochit - Mica trắng |

Các dạng không được xếp:
- Magnesia

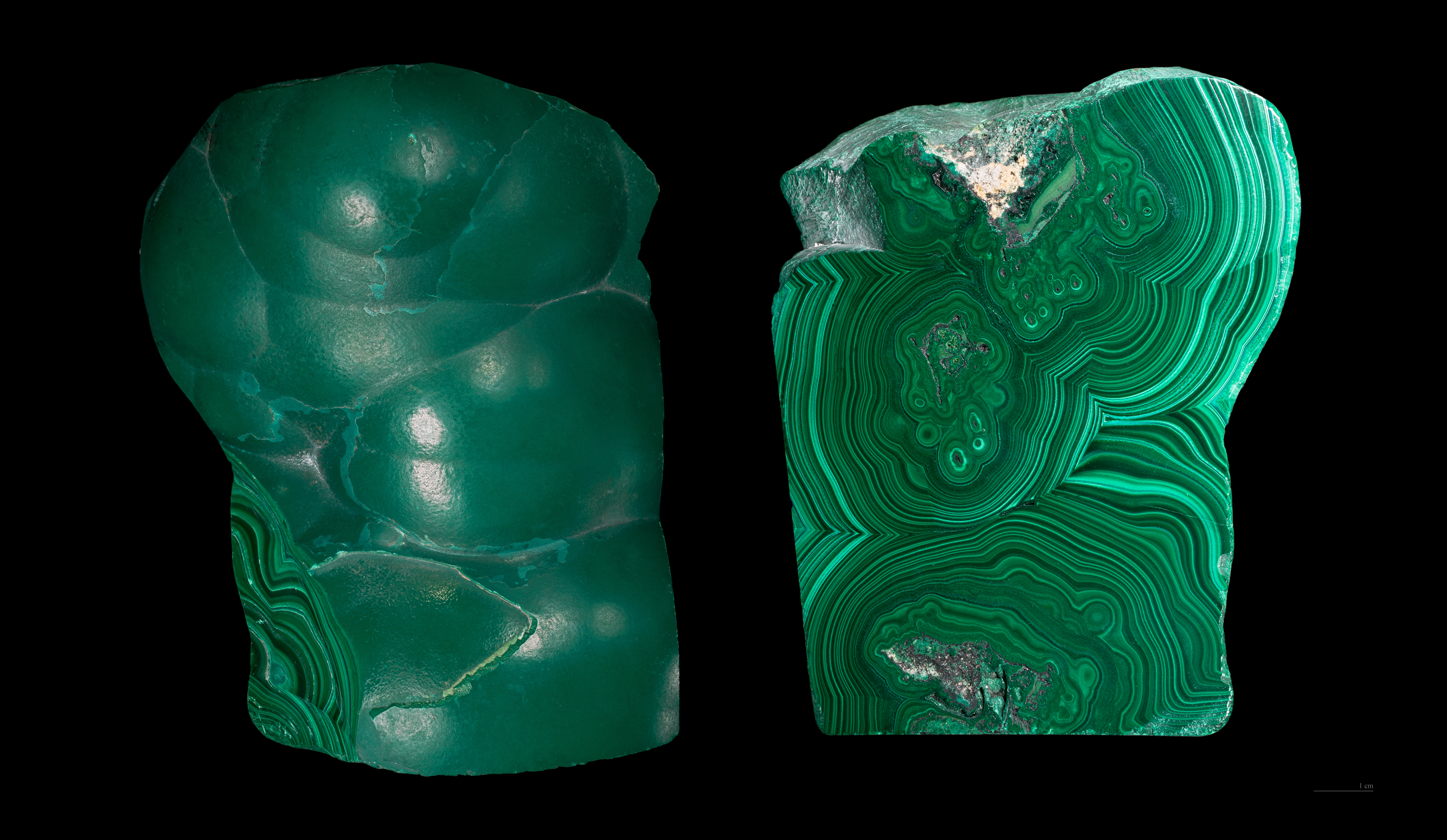
Mẫu malachit được đánh bóng

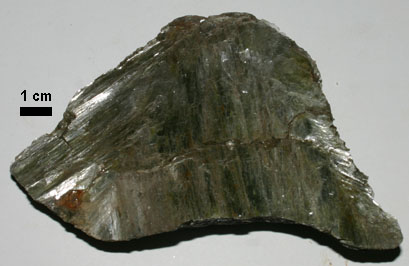
Mica trắng

- Mariposit (một dạng của mica trắng phengit)
- Menilit (một dạng của opan)
- Meerschaum (một dạng của sepiolit)
- Milky quartz (thạch anh ám khói)
- Morganit (beryl hồng)
- Morion (tên gọi khác của thạch anh ám khói)

## N
| - Nabesit - Nacrit - Nagyagit - Nahcolit - Natrolit - Natron - Natrophilit - Nekrasovit - Nelenit |  | - Nenadkevichit - Nephelin - Nephrit - Neptunit - Nhôm - Nickel - Nickelin - Niedermayrit - Niningerit |  | - Niobit (tên gọi khác của columbit) - Niobit-tantalit (tên gọi khác của columbit-tantalit) - Nissonit - Nitratin - Nitre - Nontronit - Nosean - Nsutit - Nyerereit |

Các dạng không được xếp:
- Ngọc lục bảo (beryl màu lục)

## O

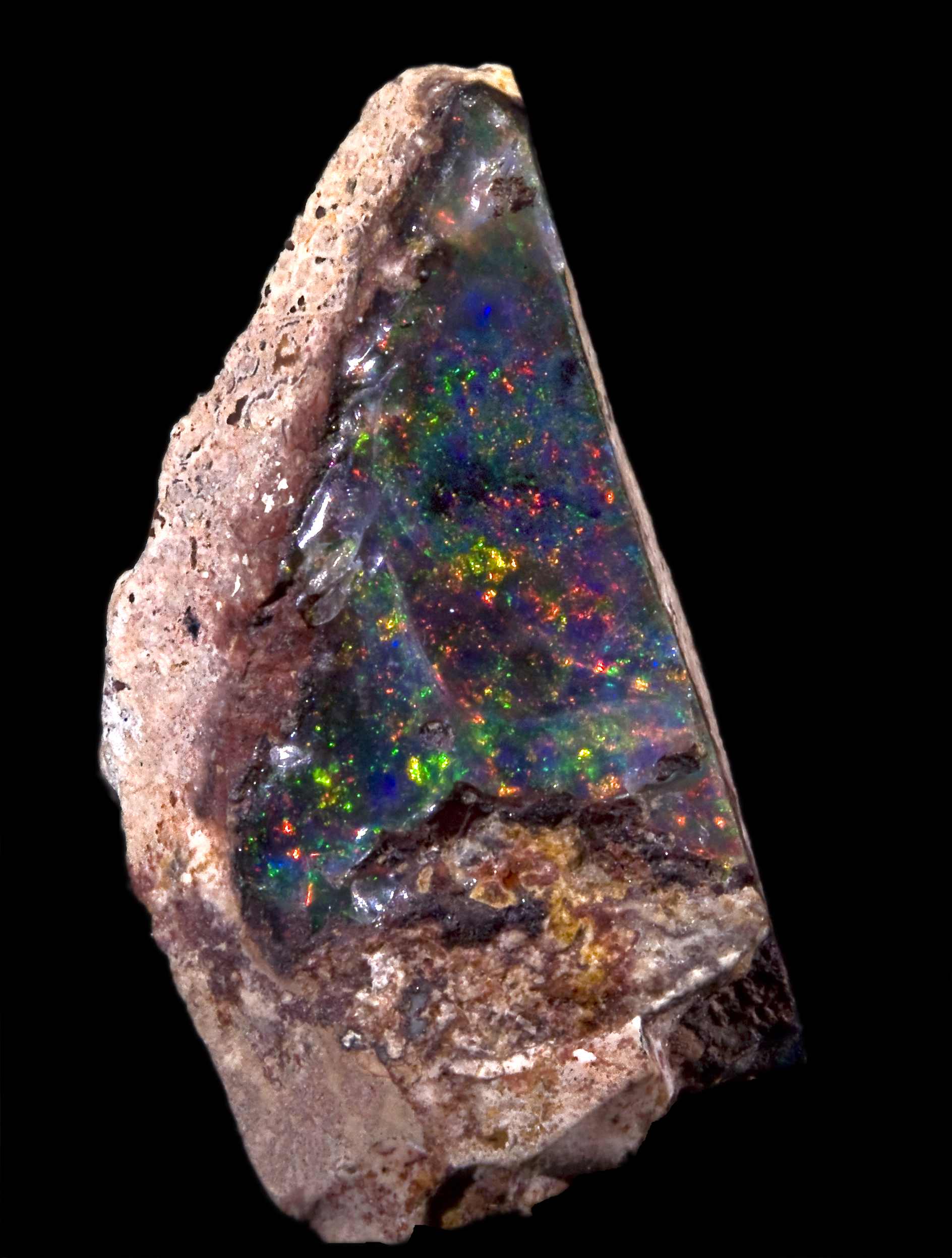
Opan

- Oligocla
- Olivin (nhóm khoáng vật silicat)
- Olivenit
- Omphacit
- Ordonezit
- Oregonit
- Orpiment
- Orthochrysotil
- Orthoclas
- Osarizawait
- Osmium
- Osumilit
- Otavit
- Ottrelit
- Overit

Các dạng không được xếp nhóm:
- Onyx (một nhánh của canxedon)
- Opan

## P
| - Painit - Palladi - Palygorskit - Papagoit - Parachrysotil - Paragonit - Pararealgar - Parisit - Partheit - Pectolit - Pelagosit - Pentlandit - Periclas - Perovskit - Petalit - Petzit - Pezzottait |  | - Pharmacosiderit - Phenakit - Phillipsit - Phlogopit - Phoenicochroit - Phosgenit - Phosphophyllit - Pigeonit - Plagiocla fenspat Na-Ca. - Platin - Polarit - Pollucit - Polybasit - Kali alum - Polycras - Polydymit - Polyhalit |  | - Powellit - Prehnit - Proustit - Psilomelan - Purpurit - Pumpellyit - Pyrargyrit - Pyrit - Pyrochlor - Pyrolusit - Pyromorphit - Pyrop - Pyrophyllit - Pyroxen (nhóm khoáng vật silicat) - Pyroxferroit - Pyrrhotit |

Các dạng không được xếp:
- Palagonit (thủy tinh núi lửa đá bazan)
- Perlit (thủy tinh núi lửa)
- Phosphorit (apatit dạng khối lẫn tạp chất)
- Plessit (gồm kamacit và taenit)
- Pitchblend (unranit dạng khối lẫn tạp chất)
- Pumicit (tên gọi khác của pumice)

## Q
- Quenstedtit

## R
| - Rambergit - Rammelsbergit - Realgar - Renierit - Rheniit - Rhodium - Rhodochrosit |  | - Rhodonit - Rhomboclas - Rickardit - Riebeckit - Romanèchit - Robertsit - Rosasit |  | - Roscoelit - Rosenbergit - Routhierit - Rutheni - Rutherfordin - Rutil - Rynersonit |

Các dạng không được xếp nhóm:
- Tinh thể đá (thạch anh)
- Thạch anh hoa hồng
- Roumanit (hổ phách)

## S
| - Sabatierit - Sabieit - Sabinait - Safflorit - Sal ammoniac - Saliotit - Samarskit - Samsonit - Sanbornit - Saneroit - Sanidin (một dạng của orthocla) - Santit - Saponit (khoáng vật sét) - Sapphirin - Sassolit - Sắt - Sauconit - Scapolit (nhóm khoáng vật silicat) - Scheelit - Schoepit - Schorl (tourmalin đen) - Schreibersit - Schwertmannit - Scolecit - Scorodit - Scorzalit |  | - Seamanit - Seeligerit - Segelerit - Sekaninait - Selenid - Selenide - Selen - Seligmannit - Sellait - Senarmontit - Sepiolit - Serpentin - Shattuckit - Siderit - Siderotil - Siegenit - Sillimanit - Simetit - Simonellit - Skutterudit - Smaltit - Smectit - Smithsonit - Soda niter - Sodalit |  | - Sperrylit - Spessartit - Sphalerit - Sphen - Spinel - Spodumen - Spurrit - Stannit - Staurolit - Steacyit - Steatit (talc) - Stephanit - Stibnit - Stichtit - Stilbit - Stilleit - Stolzit - Stromeyerit - Strontianit - Struvit - Studtit - Sugilit - Sussexit - Sylvanit - Sylvit |

Các dạng không được xếp:
- Sa phia (corundum có màu trừ màu đỏ)
- Sard (một dạng của canxedon/thạch anh)
- Satinspar (một dạng của thạch cao)
- Smoky quartz (a brown or black variety of quartz)
- Soapston (đá)
- Spectrolit (một dạng của labradorit)
- Stantienit (một dạng của hổ phách)

## T

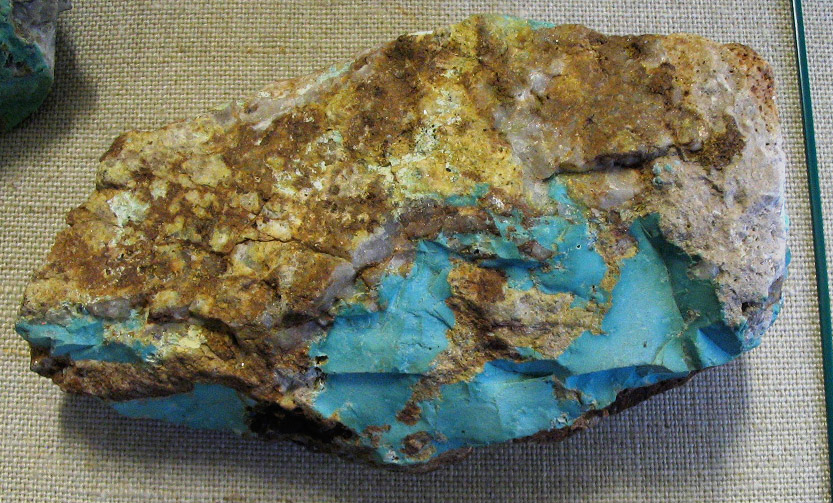
turquois dạng khối cùng với thạch anh ở Mineral Park, Arizona.

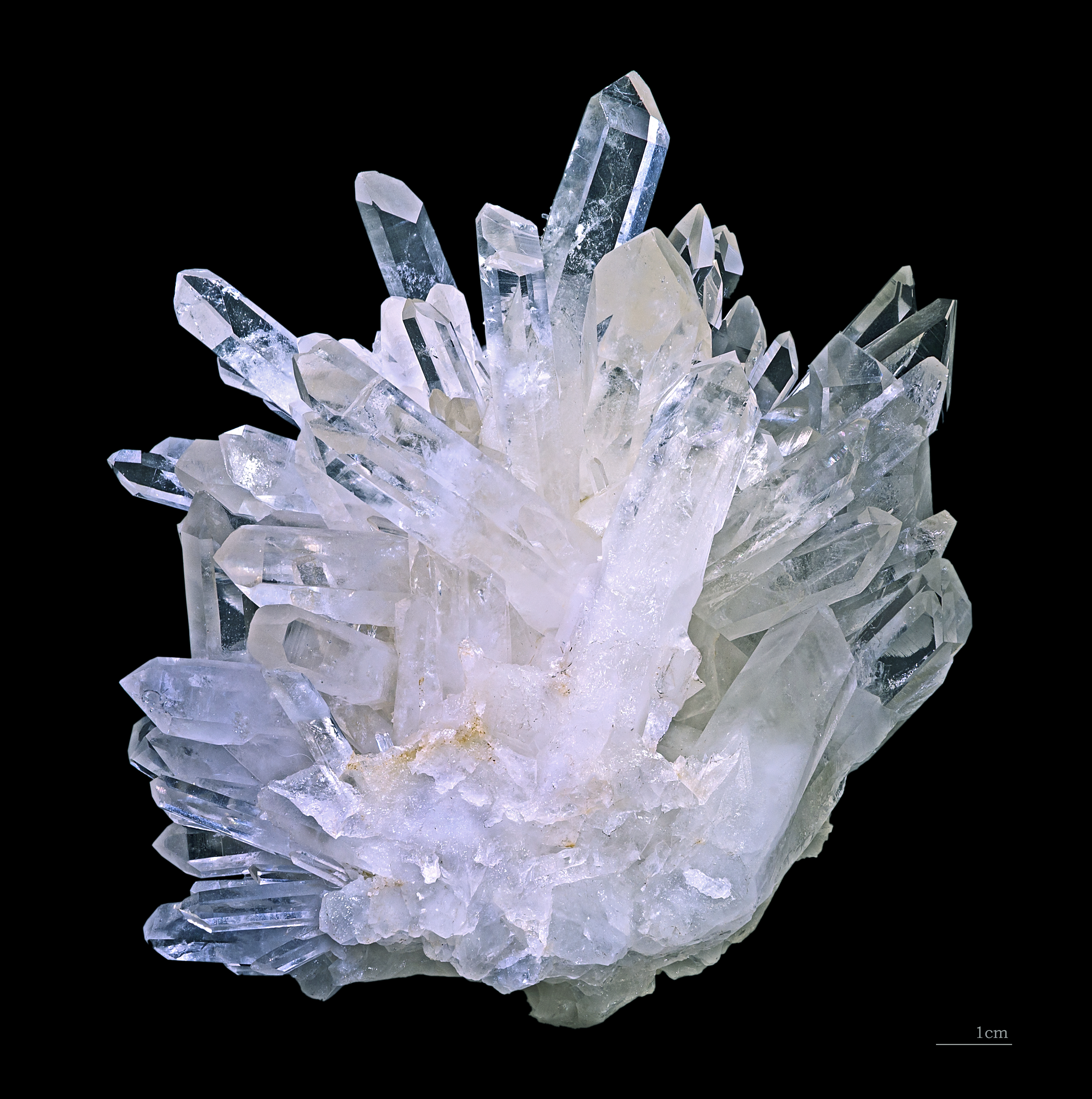
Thạch anh

| - Tachyhydrit - Taenit - Talc - Tantalit - Tantit - Tanzanit - Tarapacait - Tausonit - Teallit - Tellurit - Telluri - Tellurobismuthit - Temagamit - Tennantit - Tenorit - Tephroit - Terlinguait - Teruggit - Tetradymit |  | - Tetrahedrit - Thạch cao - Than chì - Thaumasit - Thenardit - Thiếc - Thomasclarkit - Thomsenolit - Thorianit - Thorit - Thortveitit - Thuringit - Thủy ngân - Tiemannit - Tincalconit - Titan - Titanowodginit - Todorokit - Tokyoit |  | - Topa - Torbernit - Tourmalin (nhóm khoáng vật silicat) - Tremolit - Trevorit - Tridymit - Triphylit - Triplit - Triploidit - Trona - Tsavorit - Tschermigit - Tugtupit - Tungstit - Tyrolit - Turquois - Tusionit - Tyuyamunit |

Các dạng không được xếp:
- Tanzanit (một dạng của Zoisit)
- Thạch anh
- Thulit (một dạng của Zoisit)
- Travertin (một dạng của cacbonat calci)
- Tsavorit (một dạng của granat)

## U
- Uchucchacuait
- Uklonskovit
- Ulexit
- Ullmannit
- Ulvospinl
- Umangit
- Umber
- Umbite
- Upalit
- Uraninit
- Uranophan
- Uranopilit
- Uvarovit

Các dạng không được xếp:
- Ultramarin
- Unakit, đá có thành phần gồm fenspat, epidot và thạch anh
- Uralit actinolit

## V
- Vaesit
- Valentinit
- Vanadinit
- Vàng
- Variscit
- Vaterit
- Vauquelinit
- Vauxit
- Vermiculit
- Vesuvianit
- Villiaumit
- Violarit
- Vivianit
- Volborthit

## W
| - Wad - Wagnerit - Wardit - Warwickit - Wavellit - Weddellit - Weilit - Weissit - Weloganit - Whewellit |  | - Whitlockit - Willemit - Wiluit - Witherit - Wônfram - Wollastonit - Wulfenit - Wurtzit - Wüstit - Wyartit |

## X
- Xenotim
- Xifengit
- Xonotlit

## Y
- Ye'elimit
- Ytrialit
- Yttrocerit
- Yttrocolumbit

## Z
| - Zabuyelit - Zaccagnait - Zaherit - Zajacit-(Ce) - Zakharovit - Zanazziit - Zaratit - Zeolit (nhóm khoáng vật silicat) - Zhanghengit - Zharchikhit |  | - Zektzerit - Zhemchuzhnikovit - Zhonghuacerit-(Ce) - Ziesit - Zimbabweit - Zinalsit - Zinc-melanterit - Zincit (kẽm oxide) - Zincobotryogen - Zincochromit |  | - Zinkenit - Zinnwaldit - Zippeit - Zircon - Zirconolit - Zircophyllit - Zirkelit - Zoisit - Zunyit |